# Clodéric
Clodéric, né vers 485 et mort en 508, est un roi des Francs (rhénans) à Cologne de 507 à 508. Il est fils de Sigebert le Boiteux, roi des Francs de Cologne.

## Biographie
Grégoire de Tours raconte que Clodéric a combattu aux côtés de Clovis Ier à la bataille de Vouillé contre le roi wisigoth Alaric II. Quelque temps après la campagne, Clovis envoie un message à Clodéric lui disant que si Sigebert venait à mourir, Clodéric hériterait à la fois du royaume et de son amitié. Clodéric organise alors le meurtre de son père. Mais Clodéric est peu après assassiné par les envoyés de Clovis, lequel s'empare alors du royaume de Cologne.
L'écrivain Georges Bordonove s'étonne de ce récit. Il remarque que Clovis n'a pas usé de moyens aussi détournés pour éliminer les autres rois francs : il attaque Chacaric, le fait prisonnier, ainsi que ses fils, les tond et les fait ordonner respectivement prêtre et diacre, puis se ravise et les fait exécuter, craignant une révolte future. Pour Ragnachaire, roi de Cambrai, il l'attaque directement, après avoir corrompu une partie de son armée, capture Ragnachaire et son frère Richer et les fait exécuter. Puis il fait tuer un autre roi, Ragnomer. On peut argumenter que Clovis n'avait pas de griefs contre Clodéric alors qu'il en avait à l'encontre de Chacaric et de Ragnachaire, mais Grégoire de Tours ne mentionne pas de griefs particuliers vis-à-vis du fils de Chacaric, de Richer ou de Ragnomer. Après la mort de Clodéric, c'est librement que les Francs ripuaires élisent et hissent Clovis sur le pavois, puis ils se montrent particulièrement fidèles à Thierry Ier après le partage du royaume franc en 511, mis à part l'épisode de la révolte de Mundéric en 534. Il paraît douteux que les Ripuaires aient fait preuve d'une telle fidélité si Clovis avait été l'assassin de deux de leurs rois. Godefroid Kurth, suivi de nos jours par Georges Bordonove, propose une autre interprétation de cet épisode : pendant que Clodéric aide Clovis à s'emparer de l'Aquitaine, après la victoire de Vouillé, Sigebert est assassiné dans une embuscade en forêt de Buconia. Clodéric rentre en hâte pour se faire reconnaître roi, mais meurt peu après, peut-être tué durant les troubles qui ont suivi la mort de son père. Comme il n'a pas d'enfant adulte pour lui succéder, l'anarchie s'installe à Cologne, et Clovis s'y rend pour y mettre fin. Ce faisant, il se fait élire roi de Cologne par les Francs. Pour le peuple, le premier meurtre restait mystérieux, et la rumeur, cherchant à savoir à qui profitait le crime, accuse ensuite Clodéric d'avoir fait assassiner son père, puis Clovis du même crime envers Clodéric. Ce sont ces rumeurs que reprit Grégoire de Tours, quelques décennies plus tard,.

## Famille
Aucun document ne mentionne d'enfants, mais on peut lui attribuer :
- Mundéric, prétendant austrasien. La Vie de Saint Gundulf, évêque de Tongres, rédigée au XIIe siècle, donne saint Gundulf comme « issu de la branche des rois francs issus du parricide Clodéric » et « fils du regretté Mundéric que le roi Théodoric fit mettre à mort ». Il ajoute également : « Le jugement de Dieu a commencé quand il a permis que Mundéric pérît par le glaive, lui, le fils du parricide Clodéric »[Note 3]. Chronologiquement, Mundéric ne peut qu'être fils de Clodéric[4] ;
- une fille mariée à un membre de la famille des Ferreoli et mère d'Agilulf, évêque de Metz, et d'Ansbert le sénateur. Il y a de nombreuses coïncidences onomastiques entre les descendants de Mundéric et la famille d'Ansbert. À la fin du VIIIe siècle, Paul Diacre, généralement bien renseigné, écrit que l'évêque Agilulf de Metz est le fils d'une fille de Clovis. Christian Settipani a émis la suggestion d'une mauvaise lecture de Chlodoricus (i.e. Clodéric) que Paul Diacre a interprété en Chlodovicus (i.e. Clovis)[5] ;
- sainte Dode, seconde abbesse de Saint-Pierre à Reims, à moins qu'elle ne fût que la nièce de Clodéric[Note 4]. Au Xe siècle, Flodoard, dans son Historia ecclesiæ Remensis nomme les fondateurs de l'Abbaye Saint-Pierre-les-Dames : il s'agit d'un prêtre nommé Baldéric et de sa sœur Boba (devenue ensuite sainte Beuve), fils d'un roi Sigebert. Boba en devient la première abbesse suivie de sa nièce Doda. Comme la fondation s'est faite avec l'aide de saint Rémi, ce roi Sigebert ne peut pas être Sigebert Ier, mais Sigebert le Boiteux. Sainte Doda serait la fille de Clodéric, le seul frère connu de Baldéric et Boba, mais pourrait tout aussi être celle d'un autre frère ou une autre sœur inconnue[6].

Ce nom d'Agilulf porté par un petit-fils de Clodéric montre une parenté avec les Agilolfinges. L'ascendance paternelle de l'évêque de Metz est exclusivement gallo-romaine et la parenté ne peut que passer par la mère d'Agilulf. Christian Settipani propose de voir dans l'épouse de Clodéric une grand-tante de Garibald Ier, premier duc de Bavière, le premier agilolfinge connu.
|                                     |                                     |                                     |                                     |                                     |                                     |  |  |                                        |                                        |                                        |                                        |                                        |                                        |                             |                             |                             |                             |                                   |                                   |                                   |                                   |                                   |                                   |                                 |                                 | Sigebert le Boiteux († 507) roi de Cologne |                                 |                                        |                                        |                                        |                                        |                                        |                                        |    |    |    |    |  |  |                 |                 |                 |                 |                 |                 |  |  |                                         |                                         |                                         |                                         |                                         |                                         |  |  |  |  |  |  |  |  |  |  |
|                                     |                                     |                                     |                                     |                                     |                                     |  |  |                                        |                                        |                                        |                                        |                                        |                                        |                             |                             |                             |                             |                                   |                                   |                                   |                                   |                                   |                                   |                                 |                                 |                                            |                                 |                                        |                                        |                                        |                                        |                                        |                                        |    |    |    |    |  |  |                 |                 |                 |                 |                 |                 |  |  |                                         |                                         |                                         |                                         |                                         |                                         |  |  |  |  |  |  |  |  |  |  |
|                                     |                                     |                                     |                                     |                                     |                                     |  |  |                                        |                                        |                                        |                                        |                                        |                                        |                             |                             |                             |                             |                                   |                                   |                                   |                                   |                                   |                                   |                                 |                                 |                                            |                                 |                                        |                                        |                                        |                                        |                                        |                                        |    |    |    |    |  |  |                 |                 |                 |                 |                 |                 |  |  |                                         |                                         |                                         |                                         |                                         |                                         |  |  |  |  |  |  |  |  |  |  |
| N agilolfinge                       | N agilolfinge                       | N agilolfinge                       | N agilolfinge                       | N agilolfinge                       | N agilolfinge                       |  |  |                                        |                                        | Ne agilolfinge                         | Ne agilolfinge                         | Ne agilolfinge                         | Ne agilolfinge                         | Ne agilolfinge              | Ne agilolfinge              |                             |                             |                                   |                                   |                                   |                                   | Clodéric († 508) roi de Cologne   | Clodéric († 508) roi de Cologne   | Clodéric († 508) roi de Cologne | Clodéric († 508) roi de Cologne | Clodéric († 508) roi de Cologne            | Clodéric († 508) roi de Cologne |                                        |                                        |                                        |                                        | Ne                                     | Ne                                     | Ne | Ne | Ne | Ne |  |  | Baldéric prêtre | Baldéric prêtre | Baldéric prêtre | Baldéric prêtre | Baldéric prêtre | Baldéric prêtre |  |  | sainte Beuve abbesse St Pierre de Reims | sainte Beuve abbesse St Pierre de Reims | sainte Beuve abbesse St Pierre de Reims | sainte Beuve abbesse St Pierre de Reims | sainte Beuve abbesse St Pierre de Reims | sainte Beuve abbesse St Pierre de Reims |  |  |  |  |  |  |  |  |  |  |
| N agilolfinge                       | N agilolfinge                       | N agilolfinge                       | N agilolfinge                       | N agilolfinge                       | N agilolfinge                       |  |  |                                        |                                        | Ne agilolfinge                         | Ne agilolfinge                         | Ne agilolfinge                         | Ne agilolfinge                         | Ne agilolfinge              | Ne agilolfinge              |                             |                             |                                   |                                   |                                   |                                   | Clodéric († 508) roi de Cologne   | Clodéric († 508) roi de Cologne   | Clodéric († 508) roi de Cologne | Clodéric († 508) roi de Cologne | Clodéric († 508) roi de Cologne            | Clodéric († 508) roi de Cologne |                                        |                                        |                                        |                                        | Ne                                     | Ne                                     | Ne | Ne | Ne | Ne |  |  | Baldéric prêtre | Baldéric prêtre | Baldéric prêtre | Baldéric prêtre | Baldéric prêtre | Baldéric prêtre |  |  | sainte Beuve abbesse St Pierre de Reims | sainte Beuve abbesse St Pierre de Reims | sainte Beuve abbesse St Pierre de Reims | sainte Beuve abbesse St Pierre de Reims | sainte Beuve abbesse St Pierre de Reims | sainte Beuve abbesse St Pierre de Reims |  |  |  |  |  |  |  |  |  |  |
|                                     |                                     |                                     |                                     |                                     |                                     |  |  |                                        |                                        |                                        |                                        |                                        |                                        |                             |                             |                             |                             |                                   |                                   |                                   |                                   |                                   |                                   |                                 |                                 |                                            |                                 |                                        |                                        |                                        |                                        |                                        |                                        |    |    |    |    |  |  |                 |                 |                 |                 |                 |                 |  |  |                                         |                                         |                                         |                                         |                                         |                                         |  |  |  |  |  |  |  |  |  |  |
|                                     |                                     |                                     |                                     |                                     |                                     |  |  |                                        |                                        |                                        |                                        |                                        |                                        |                             |                             |                             |                             |                                   |                                   |                                   |                                   |                                   |                                   |                                 |                                 |                                            |                                 |                                        |                                        |                                        |                                        |                                        |                                        |    |    |    |    |  |  |                 |                 |                 |                 |                 |                 |  |  |                                         |                                         |                                         |                                         |                                         |                                         |  |  |  |  |  |  |  |  |  |  |
| N agilolfinge                       | N agilolfinge                       | N agilolfinge                       | N agilolfinge                       | N agilolfinge                       | N agilolfinge                       |  |  | Mundéric († 534) prétendant austrasien | Mundéric († 534) prétendant austrasien | Mundéric († 534) prétendant austrasien | Mundéric († 534) prétendant austrasien | Mundéric († 534) prétendant austrasien | Mundéric († 534) prétendant austrasien |                             |                             |                             |                             | Ne mariée à un noble gallo-romain | Ne mariée à un noble gallo-romain | Ne mariée à un noble gallo-romain | Ne mariée à un noble gallo-romain | Ne mariée à un noble gallo-romain | Ne mariée à un noble gallo-romain |                                 |                                 |                                            |                                 | sainte Doda abbesse St Pierre de Reims | sainte Doda abbesse St Pierre de Reims | sainte Doda abbesse St Pierre de Reims | sainte Doda abbesse St Pierre de Reims | sainte Doda abbesse St Pierre de Reims | sainte Doda abbesse St Pierre de Reims |    |    |    |    |  |  |                 |                 |                 |                 |                 |                 |  |  |                                         |                                         |                                         |                                         |                                         |                                         |  |  |  |  |  |  |  |  |  |  |
| N agilolfinge                       | N agilolfinge                       | N agilolfinge                       | N agilolfinge                       | N agilolfinge                       | N agilolfinge                       |  |  | Mundéric († 534) prétendant austrasien | Mundéric († 534) prétendant austrasien | Mundéric († 534) prétendant austrasien | Mundéric († 534) prétendant austrasien | Mundéric († 534) prétendant austrasien | Mundéric († 534) prétendant austrasien |                             |                             |                             |                             | Ne mariée à un noble gallo-romain | Ne mariée à un noble gallo-romain | Ne mariée à un noble gallo-romain | Ne mariée à un noble gallo-romain | Ne mariée à un noble gallo-romain | Ne mariée à un noble gallo-romain |                                 |                                 |                                            |                                 | sainte Doda abbesse St Pierre de Reims | sainte Doda abbesse St Pierre de Reims | sainte Doda abbesse St Pierre de Reims | sainte Doda abbesse St Pierre de Reims | sainte Doda abbesse St Pierre de Reims | sainte Doda abbesse St Pierre de Reims |    |    |    |    |  |  |                 |                 |                 |                 |                 |                 |  |  |                                         |                                         |                                         |                                         |                                         |                                         |  |  |  |  |  |  |  |  |  |  |
|                                     |                                     |                                     |                                     |                                     |                                     |  |  |                                        |                                        |                                        |                                        |                                        |                                        |                             |                             |                             |                             |                                   |                                   |                                   |                                   |                                   |                                   |                                 |                                 |                                            |                                 |                                        |                                        |                                        |                                        |                                        |                                        |    |    |    |    |  |  |                 |                 |                 |                 |                 |                 |  |  |                                         |                                         |                                         |                                         |                                         |                                         |  |  |  |  |  |  |  |  |  |  |
| Garibald Ier († 592) duc de Bavière | Garibald Ier († 592) duc de Bavière | Garibald Ier († 592) duc de Bavière | Garibald Ier († 592) duc de Bavière | Garibald Ier († 592) duc de Bavière | Garibald Ier († 592) duc de Bavière |  |  |                                        |                                        |                                        |                                        |                                        |                                        | Agilulf († 591) év. de Metz | Agilulf († 591) év. de Metz | Agilulf († 591) év. de Metz | Agilulf († 591) év. de Metz | Agilulf († 591) év. de Metz       | Agilulf († 591) év. de Metz       |                                   |                                   | Ansbert le sénateur               | Ansbert le sénateur               | Ansbert le sénateur             | Ansbert le sénateur             | Ansbert le sénateur                        | Ansbert le sénateur             |                                        |                                        |                                        |                                        |                                        |                                        |    |    |    |    |  |  |                 |                 |                 |                 |                 |                 |  |  |                                         |                                         |                                         |                                         |                                         |                                         |  |  |  |  |  |  |  |  |  |  |

## Les sources
« Cependant Clovis en vint aux mains avec Alaric, roi des Goths, dans le champ de Vouglé à trois lieues de la ville de Poitiers. Les Goths ayant pris la fuite selon leur coutume, le roi Clovis, aidé de Dieu, remporta la victoire ; il avait pour allié le fils de Sigebert Claude, nommé Clodéric. Ce Sigebert boitait d’un coup qu’il avait reçu au genou à la bataille de Tolbiac contre les Allemands. »

— Grégoire de Tours, Histoire des Francs, livre II, XXXVII - traduction François Guizot.

« Le roi Clovis, pendant son séjour à Paris (l’an 509), envoya en secret au fils de Sigebert, lui faisant dire : Voilà que ton père est âgé, et, il boite de son pied malade ; s’il venait à mourir, son royaume t’appartiendrait de droit ainsi que notre amitié. Séduit par cette ambition, Clodéric forma le projet de tuer son père. Sigebert, étant sorti de la ville de Cologne, et ayant passé le Rhin pour se promener dans la forêt de Buconia, s’endormit à midi dans sa tente ; son fils envoya contre lui des assassins et le fit tuer, dans l’espoir qu’il posséderait son royaume. Mais, par le jugement de Dieu, il tomba dans la fossé qu’il avait méchamment creusée pour son père. Il envoya au roi Clovis des messagers pour lui annoncer la mort de son père et lui dire : Mon père est mort, et j’ai en mon pouvoir ses trésors et son royaume. Envoie-moi quelques-uns des tiens, et je leur remettrai volontiers ceux des trésors qui te plairont. Clovis lui répondit : Je rends grâces à ta bonne volonté, et je te prie de montrer tes trésors à mes envoyés, après quoi tu les posséderas tous. Clodéric montra donc aux envoyés les trésors de son père. Pendant qu’ils les examinaient, le prince dit : C’est dans ce coffre que mon père avait coutume d’amasser ses pièces d’or. Ils lui dirent : Plongez votre main jusqu’au fond pour trouver tout. Lui l’ayant fait et s’étant tout à fait baissé, un des envoyés leva sa francisque et lui brisa le crâne. Ainsi cet indigne fils subit la mort dont il avait frappé son père. Clovis, apprenant que Sigebert et son fils étaient morts, vint dans cette même ville, et ayant convoqué tout le peuple il lui dit : Écoutez ce qui est arrivé. Pendant que je naviguais sur le fleuve de l’Escaut, Clodéric, fils de mon parent, tourmentait son père en lui disant que je voulais le tuer. Comme Sigebert fuyait à travers la forêt de Buconia, Clodéric a envoyé contre lui des meurtriers qui l’ont mis à mort ; lui-même a été assassiné, je ne sais par qui, au moment où il ouvrait les trésors de son père. Je ne suis nullement complice de ces choses. Je ne puis répandre le sang de mes parents, car cela est défendu ; mais, puisque ces choses sont arrivées, je vous donne un conseil, s’il vous est agréable, acceptez-le. Ayez recours à moi, mettez-vous sous ma protection. Le peuple répondit à ces paroles par des applaudissements de main et de bouche, et, l’ayant élevé sur un bouclier, ils le créèrent leur roi. Clovis reçut donc le royaume et les trésors de Sigebert et les ajouta à sa domination. »

— Grégoire de Tours, Histoire des Francs, livre II, XL - traduction François Guizot.